# Буря се надига
Буря се надига (на английски: The Gathering Storm) е дванадесетата книга от фентъзи поредицата „Колелото на времето“. Остава недовършена, когато авторът ѝ, Робърт Джордан, почива от кардиална амилоидоза на 16 септември 2007 г. Вдовицата на Джордан, Хариет Макдугъл, и издателят Пол Дохърти избират Брандън Сандерсън да довърши книгата след смъртта на писателя.
Първоначалното намерение на Джордан е да завърши поредицата в единичен том, наречен „Спомен за Светлината“, но когато Сандерсън се заема с работата, става ясно, че материалът е твърде много за една книга. Така очакваната финална част е разделена на три: Буря се надига, Среднощни кули и Спомен за Светлина. Буря се надига излиза на пазара на 27 октомври 2009, една седмица по-рано от обявеното. Тя веднага се издигна до номер едно в класацията за бестселъри на Ню Йорк Таймс, като това е петата част на Колелото на времето, която постига това.
Заедно трите финални книги на поредицата ще съдържат това, което може да се нарече завършеното виждане на Джордан за края на поредицата. В предговора Сандерсън казва, че могат да се възприемат като трите части на Спомен за Светлината или като трите последни тома на Колелото на Времето. Освен това той коментира вариращия стил на писане, сравнявайки го с двама режисьора, снимащи филм по един и същи сценарий. Буря се надига се състои от пролог, петдесет глави и епилог.

## Сюжет
Историята започва да се приближава към Последната битка, Тармон Гай-дон: битка между силите на светлината и мрака. Според пророчествата главният протагонист Ранд ал-Тор, в качеството си на Преродения Дракон, трябва да участва в нея, да се бие, за да имат шанс силите на Светлината за победа и за да спрат съществото, познато като Тъмния, основен антагонист, да избяга от затвора си.

### Ранд ал-Тор
В началото на книгата Ранд възстановява реда в страната Арад Доман, търсейки Грендал, една от слугите на Тъмния, познати като Отстъпници. С Ранд работят Айез Седай, чиято задача е да разпитват Семирага, друга Отстъпница, заловена на края на Нож от Блянове. След като е освпбодена от таен съюзник в лагера, Семирага открадва обръча „Господство“, който може да контролира преливащи мъже, и го закопчава на врата на Ранд. Тя и сестрата от Черната Аджа Елза Пенфел използват колана да измъчват Ранд и да го накарат да се опита да убие любовницата си Мин Фаршоу. Неспособен да прелее, той ненадейно успява да сграбчи Вярната сила, чиито източник е самият Тъмен, и я използва да се освободи и да убие Семирага и Елза с белфир. След това той се посвещава на усилията си да стане по-твърд и безчувствен. Прогонва съветничката си Кацуан Мелайдрин, задето не е пазила достатъчно добре обръча „Господство“, и ѝ обещава да я убие, ако отново види лицето ѝ.
Ранд се среща със Сеанчан, нашественици от чужд континент. Техният лидер, Тюон, отказва предложението му за мир, след като усеща тъмна аура около него, започнала да се появява след като той е използвал Вярната сила. Веднага след срещата Тюон се обявява за Императрица и подготвя светкавична атака срещу Бялата кула.
Разкрива се, че скривалището на Грендал е в отдалечен дворец в провинцията. След като се уверява в присъствието ѝ, Ранд използва Чедан Кал, най-мощния ша-ангреал, и напада цялата сграда с белфир, който изтрива нишките от Шарката. Ужасени от делото му, Нинив и Мин се обръщат към Кацуан за помощ. Ранд се отказва да спасява Арад Доман от глада и сеанчанците и се връща в Тийр.
Нинив, следвайки инструкциите на Кацуан, намира Трам ал-Тор, втория баща на Ранд, който се среща със сина си в опит да разчупи емоционалната му изолация. Ранд се вбесява, когато научава, че Трам е пратен от Кацуан, и почти убива баща си преди да избяга, ужасен от онова, което почти е извършил. Ранд Пътува към Ебу Дар, който е под контрола на Сеанчан, с намерението да унищожи цялата им армия, но се отказва, виждайки колко умиротворен е градът. Почти полудял от мъка и гняв, Ранд Пътува до върха на Драконова планина, където се е самоубил в предишния си живот. Бесен на преходността на живота, обвързан към Колелото, Ранд използва Чедан Кал да извлече сила, достатъчна за разрушаването на света. Луз Терин, като глас в главата на Ранд, изказва предположението, че като е роден отново, има шанс да направи всичко както трябва. Съгласявайки се, Ранд обръща силата на Чедан Кал срещу самия ша-ангреал и го разрушава, след което най-накрая отново може да се смее.

### Егвийн ал-Вийр
Втората главна нишка в сюжета следва Егвийн ал-Вийр, Амирлин на бунтовничките Айез Седай. След пленяването ѝ в Бялата кула в предишната книга Егвийн се стреми по всякакъв начин да подкопае влиянието на Елайда а'Ройхан, Амирлин на Кулата, и да заздрави разхлабените връзки в нея. Понижена до новачка, тя има свободата да се движи из цялата кула, но след като публично обвинява Елайда, последната я нарича слугиня на Тъмния и нарежда да я затворят. Егвийн е освободена след като Елайда не може да докаже обвиненията си.
Егвийн се връща в стаята си и открива, че там я чака Верин Матуин, която ѝ доверява, че е от Черната Аджа. Възползвайки се от пукнатина в клетвите си, които гласят, че тя не може да предаде Сянката „до последния час от живота си“, Верин се отравя и използва последния си час да предаде всичко, което е научила, на Егвийн. Верин обяснява, че, макар да е била принудена да се закълне под смъртна заплаха, тя е използвала положението да проучи Черната Аджа. Тя дава на Егвийн дневник, в който е записала всичко научено за структурата на тайната организация и членките ѝ.
Когато Сеанчан атакуват Бялата кула, отчуждеността между Аджите препятства организирането на ефективна защита. Много Айез Седай са убити или пленени докато Егвийн, водейки група новачки, отблъсква нашествениците. Сюан Санче, Гарет Брин и Гавин Траканд спасяват тяхната Амирлин от пепелищата на Кулата, а тя е толкова изтощена, че не може да протестира. След като се събужда в лагера, Егвийн спори с тях за това, че може да са съсипали шанса ѝ да съедини Кулата.
Егвийн разкрива Айез Седай от Черната Аджа сред бунтовничките, принуждавайки всяка Сестра да положи Трите клетви отново. Петдесет сестри са разкрити и екзекутирани, двайсет успяват да избягат. Възползвайки се от слабата Бяла кула, бунтовническата армия се подготвя за атака. Тъкмо преди нападението Айез Седай от Кулата обявяват, че Елайда е била пленена по време на набега и че са избрали Егвийн за своя Амирлин. Така бунтовничките се завръщат и всички заедно се обединяват в усилията си да излекуват Кулата.